# Большие Рожки
Большие Рожки — деревня в Выскатском сельском поселении Сланцевского района Ленинградской области.

## История
Смежные деревни Большие Рожки и Малые Рожки упоминаются на карте Санкт-Петербургской губернии Ф. Ф. Шуберта 1834 года.

РОЖКИ — деревня принадлежит коллежскому асессору Семевскому, число жителей по ревизии: 41 м. п., 38 ж. п.

РОЖКИ — деревня принадлежит ведомству Павловского дворца, число жителей по ревизии: 31 м. п., 37 ж. п. (1838 год)

Смежные деревни Большие Рожки и Малые Рожки отмечены на карте профессора С. С. Куторги 1852 года.

РОЖКИ — деревня госпожи фон Бландовой, по просёлочной дороге, число дворов — 10, число душ — 43 м. п.

РОЖКИ — деревня Павловского городового правления, по просёлочной дороге, число дворов — 12, число душ — 48 м. п. (1856 год)

РОЖКИ БОЛЬШИЕ — деревня владельческая при речке Руйке, число дворов — 13, число жителей: 52 м. п., 59 ж. п.

РОЖКИ МАЛЫЕ — деревня Павловского городового правления при речке Руйке, число дворов — 9, число жителей: 46 м. п., 48 ж. п. (1862 год) 

Сборник Центрального статистического комитета описывал её так:

РОЖКИ — деревня бывшая владельческая при речке Рудне, дворов — 14, жителей — 90; часовня, 3 гончарных завода. (1885 год)

В XIX — начале XX века деревни административно относились к Выскатской волости 1-го земского участка 1-го стана Гдовского уезда Санкт-Петербургской губернии.
Согласно Памятной книжке Санкт-Петербургской губернии 1905 года деревня Рожки 1-е Малые входила в Руйское сельское общество, деревня Рожки 2-е Большие входила в Рудненское сельское общество.

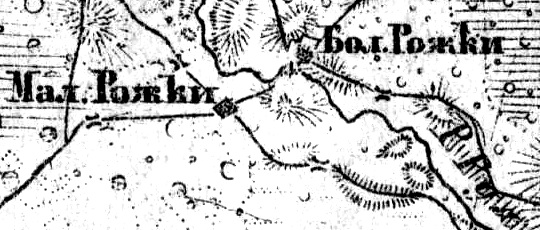
Деревня Большие Рожки на карте 1919 года

Согласно карте Петроградской и Эстляндской губерний 1919 года деревня состояла из двух частей: Большие Рожки и Малые Рожки.
С 1917 по 1927 год деревни Большие Рожки и Малые Рожки входили в состав Рожкинского сельсовета Выскатской волости Гдовского уезда.
С 1927 года, в составе Рудненского района.
В 1928 году население деревни составляло 180 человек.
По данным 1933 года деревни Большие Рожки и Малые Рожки входили в состав Рудненского сельсовета Рудненского района. С августа 1933 года, в составе Гдовского района.
С января 1941 года, в составе Сланцевского района.
С 1 августа 1941 года по 31 января 1944 года, германская оккупация.
С 1963 года, в составе Кингисеппского района.
По состоянию на 1 августа 1965 года деревни Большие Рожки и Малые Рожки входили в состав Выскатского сельсовета Кингисеппского района<. С ноября 1965 года, вновь в составе Сланцевского района. В 1965 году население деревни составляло 65 человек.
По данным 1973 и 1990 годов единая деревня Большие Рожки входила в состав Выскатского сельсовета Сланцевского района.
В 1997 году в деревне Большие Рожки Выскатской волости проживали 15 человек, в 2002 году — 18 человек (все русские).
В 2007 году в деревне Большие Рожки Выскатского СП проживали 21, в 2010 году — 22, в 2011 и 2012 годах — 27, в 2013 году — 29, в 2014 году — 31 человек.

## География
Деревня расположена в южной части района на автодороге 41К-020 (Сижно — Осьмино) в месте примыкания к ней автодороги 58К-085 (Добручи — Большие Рожки), а к последней — автодороги 41К-798 (Большая Руя — Большие Рожки).
Расстояние до административного центра поселения — 7 км.
Расстояние до ближайшей железнодорожной платформы Сланцы — 29 км.
Через деревню протекает река Руя.

## Демография
| 1862 | 2007 | 2010 | 2017 |
| ---- | ---- | ---- | ---- |
| 205  | ↘21  | ↗22  | ↗27  |

## Инфраструктура
В 2014 году в деревне было зарегистрировано девять домохозяйств.